# Casa Santacana (Vilanova i la Geltrú)
La Casa Santacana és una obra de Vilanova i la Geltrú (Garraf) protegida com a Bé Cultural d'Interès Local.

## Descripció
Es tracta d'un edifici entre mitgeres en cantonada de planta rectangular. Consta de planta baixa i dos pisos. A la planta baixa trobem un vestíbul d'entrada, dependències d'un antic celler i el pati interior limitat per dues mitgeres i una galeria d'arcs escarsers.
Les parets de càrrega són de paredat i totxo. Els forjats són de fusta i revoltó ceràmic. Trobem terrat a la catalana i cobertes de teula àrab.
La façana de la plaça presenta obertures amb llinda i brancals de pedra. El portal (1842 a la clau de volta) és situat a un extrem amb balcons als pisos de sobre amb obertura i volada decreixent. A la segona planta hi ha dues finestres que quedaren al descobert amb l'enderrocament de les cases adossades.
En origen era unifamiliar però es va dividir en tres habitatges.
Pel que fa a l'interior la sala i els dormitoris tenen pintures a les parets.